# Dipodillus mackilligini
Il gerbillo di Nubia (Dipodillus mackilligini  Thomas, 1904) è un Roditore della famiglia dei Muridi diffuso in Egitto e Sudan.

## Descrizione

### Dimensioni
Roditore di piccole dimensioni, con la lunghezza della testa e del corpo tra 72 e 86 mm, la lunghezza della coda tra 99 e 138 mm, la lunghezza del piede tra 22 e 26 mm, la lunghezza delle orecchie tra 12 e 14 mm.

### Aspetto
La pelliccia è di lunghezza moderata. Le parti superiori sono fulvo chiare, finemente cosparse di peli nerastri. I fianchi sono più accesi e puri. Le parti inferiori sono bianche. Sono presenti delle macchie bianche poco distinte sopra ogni occhio, alla base anteriore e posteriore di ogni orecchio. Le orecchie sono corte. Il dorso delle zampe è bianco. La coda è più lunga della testa e del corpo, marrone sopra, fulvo chiaro sotto e con un ciuffo di lunghi peli neri all'estremità. La pianta dei piedi è priva di peli.

## Biologia

### Comportamento
È una specie terricola e probabilmente notturna.

## Distribuzione e habitat
Questa specie è diffusa nell'Egitto sud-orientale e nel Sudan nord-orientale.
Vive in boscaglie e macchie in prossimità di specchi d'acqua e in villaggi abbandonati fino a 750 metri di altitudine.

## Conservazione
La IUCN Red List, considerato il vasto areale e la popolazione numerosa, classifica D.mackilligini come specie a rischio minimo (Least Concern).